# ساموئل جوردن کابل
ساموئل جوردن کابل (Samuel Jordan Cabell) (زادهٔ ۱۵ دسامبر ۱۷۵۶ – درگذشتهٔ ۴ اوت ۱۸۱۸)، افسر نظامی در جریان جنگ انقلاب آمریکا، مزرعه‌دار و سیاستمدار اهل ویرجینیا بود که (از ۱۷۸۵ تا ۱۷۹۳ میلادی) در مجلس ایالتی ویرجینیا قبل از انقلاب، در کنوانسیون ۱۷۸۸ تصویب قانون اساسی ویرجینیا به عنوان یک ضد-فدرالیست و (از ۱۷۹۵ – ۱۸۰۳ میلادی) به عنوان دموکرات-جمهوری‌خواه در مجلس نمایندگان ایالات متحده خدمت نمود.

## اوایل زندگی و تحصیلات
کابل در مکانی که در آن زمان به‌نام شهرستان البمارل نامیده می‌شد در مستعمره ویرجینیا زاده شد و فرزند مزرعه‌دار معروف ویلیام کابل و همسر وی بود. پدربزرگ وی که نیز ویلیام کابل نام داشت از وارمنیستر، انگلستان به دنیای جدید مهاجرت کرده بود و احتمالاً زمانی که در نیروی دریایی سلطنتی به عنوان جراح (هرچند وی هیچ مدرک پزشکی نداشت، مدارس پزشکی در آن عصر ساخته شده بودند) خدمت می‌کرد، مستعمره ویرجینیا را دیده بود. علاوه بر پیش بردن پیشه پزشکی خود، پدربزرگ وی در شهرستان هنریکو به عنوان معاون کلانتر کار کرد، پس از آن اندکی به قسمت بالای رود جیمز در شهرستان گوچلند رفته و به عنوان پزشک قانونی این شهرستان خدمت نمود، در این زمان وی مزرعه‌های را ساخت و از برده در آن استفاده کرد، وی همچنین به حرکت خود به سمت غرب ویرجینیا ادامه داد تا اینکه در نهایت در مزرعه‌ای وفات کرد که آنرا به کوچکترین پسر خود به ارث گذاشت (عموی این کابل) و بالاخره شهرستان نلسون از این مزرعه توسعه پیدا کرد. مجلس عمومی ویرجینیا شهرستان در ۱۸۴۴ میلادی و زمانی که پدر و پدربزرگ وی در قید حیات بودند، شهرستان گوچلند را تقسیم نموده و شهرستان البمارل را از آن تشکیل داد، این مجلس در دوران کودکی و جوانی وی همچنین شهرستان گوچلند را به چندین شهرستان کوچکتر تقسیم کرد. کابل جوان آموزش‌های لازم که مطابق طبقه اجتماعی وی بود را به‌طور خصوصی در خانه دریافت نمود و پس از آن به پایتخت پیشین مستعمره در ویلیامزبرگ فرستاده شد تا تحصیلات عالی خود را در کالج ویلیام و مری به اتمام برساند.

## خدمت نظامی
جنگ انقلاب آمریکا آموزش وی را مختلف نمودن، چون کالج ویلیام و مری در جریان اکثر دوران جنگ بسته بود و نیروها محیط کالج را اشغال نموده بودند. پدر وی ویلیام کابل با کالج و به‌طور کل با ویلیامز برگ در جریان خدمت خود در مجلس ایالتی ویرجینیا آشنا بود، چون بار اول از شهرستان البمارل نمایندگی می‌کرد و بعداً از شهرستان آمرست هنگام تأسیس آن در ۱۷۶۰ میلادی. کابل‌های بزرگتر از میهن‌دوستان طرفداری نموده و با حاکمیت سلطنتی مخالف شدند، چیزی که لرد دنمور را مجبور کرد تا مجلس قانون‌گذاری را بسته نماید، پس از آن با آغاز جنگ انقلاب آمریکا ویلیام کابل از شهرستان آمرست در چهار کنوانسیون از پنج کنوانسیون ویرجینیا نمایندگی کرد. ساموئل کابل و برادر کوچکش ویلیام کابل جونیور در ۱۷۷۵ میلادی به ارتش قاره‌ای پیوستند. خانواده کابل یک گروهان از مردان مسلح را استخدام نموده و عموی آنها نیکولاس کابل از مزرعه «یونیون هیلز» سرهنگ آنها بود. با این حال، نیکولاس پس از آن به عنوان عضو یک کمیسیون گماشته شد تا ادعاهای مختلف در «شهرستان‌های جنوبی» ویرجینیا را حل و فصل نماید (شهرستان‌های پیتسیلوانیا، آگستا، باتتورت و بدفورد). از اینرو، داوطلبان شهرستان آمرست در ۱۷۷۶ میلادی این ساموئل کابل را به عنوان سروان خود انتخاب نمودند و مقامات دولتی این واحد را به هنگ ششم ویرجینیا تحت رهبری سرهنگ چارلز لوئیس از شهرستان البمارل توظیف نمود، گروهی که همراه با داوطلبان شهرستان هانوفر تحت رهبری سرهنگ ساموئل مریدیت و پاتریک هنری به سوی جزیره جیواین پیشروی نمودند تا یک مقدار باروت که قبلاً توسط لرد دنمور مصادره شده بود را به‌دست آورند. سروان کابل در نبرد ساراتوگا در ۱۷۷۷ میلادی شرکت نموده و به درجه نظامی سرگرد ترفیع نمود. وی در ۱۷۷۸–۱۷۷۹ میلادی در ارتش جورج واشینگتن خدمت نموده و به درجه نظامی نایب‌سرهنگ ترفیع داده شد. با این حال، سرهنگ کابل در محاصره چارلستون در ۱۲ مه ۱۷۸۰ توسط نیروهای بریتانیایی اسیر شده و تا پایان جنگ در منطقه هادوکز پاینت نگه داشته می‌شد تا اینکه درنهایت در ۲۱ اوت ۱۷۸۱ به خانه بازگشت.

## حرفه
پس از پایان جنگ، کابل با استفاده از برده‌ها، همانند پدر خود، به کار مزرعه‌داری می‌پرداخت و همچنین از ۱۷۸۵ تا ۱۷۹۲ میلادی (بعضی اوقات همراه با پدر خود) به عنوان عضو مجلس نمایندگان ویرجینیا خدمت کرد. رأی‌دهندگان شهرستان آمرست در ۱۷۸۸ میلادی کابل و پدرش را انتخاب کردند تا از آنها در کنوانسیون ویرجینیا برای تصویب قانون اساسی ایالات متحده نمایندگی نمایند، جاییکه هر دو کابل (و پاتریک هنری) بر علیه قانون اساسی پیشنهادشده ایالات متحده رأی دادند، حال آنکه کنوانسیون به‌صورت کل این قانون اساسی را تصویب کرد. پس از آن، ساموئل کابل انتی-فدرالیست همکار خود و کهنه‌سرباز ارتش قاره‌ای جیمز مونرو را متقاعد نماید تا در مقابل جیمز مدیسون برای کسب سمت نماینده کنگره ایالات متحده از شهرستان گسترده که از شهرستان آمرست در جنوب غرب ویرجینیا تا شهرستان اسپوت‌سیلوانیا در شمال‌شرق را دربر می‌گرفت، به رقابت بپردازد و در نتیجه تجربه سیاسی رئیس‌جمهوری آینده را افزایش داد. همزمان، ماتیو کلی از بستگان سناتور آینده ایالات متحده هنری کلی در انتخابات ۱۸۰۲ میلادی در کرسی کنگره کابل انتخاب گردید و همچنین پسر عموی وی، ویلیام اچ کابل کرسی برادر کوچکتر کابل در مجلس نمایندگان ویرجینیا را تصاحب کرد و حرفه‌ای را آغاز نمود که شامل خدمت به عنوان فرماندار ویرجینیا و رئیس دادگاه بود، اداره‌ای که بعدها به دادگاه عالی ویرجینیا موسوم گردید.

## مرگ و میراث
ساموئل کابل در ۱۸۱۸ میلادی در خانه خود به‌نام سولجرز جای، در ویرجینیا در شهرستان نلسون درگذشت. بیشتر مدارک خانوادگی آنها در کتابخانه دانشگاه ویرجینیا نگهداری می‌شود.